# Täfteå
Täfteå – miejscowość (tätort) w Szwecji, w regionie administracyjnym (län) Västerbotten, w gminie Umeå.
Według danych Szwedzkiego Urzędu Statystycznego liczba ludności wyniosła: 1305 (31 grudnia 2015), 1369 (31 grudnia 2018) i 1363 (31 grudnia 2019).